# 多俾亞傳
多俾亞傳或譯為多比傳（Book of Tobit），屬於天主教和東正教《舊約聖經》的一部份，但不包括在新教的《舊約聖經》裡，在猶太人的重要經典《塔木德》及其他拉比文學裡，它被引用過幾次。該書在公元一世紀後與其他次經一同被收錄在希臘語的七十士譯本中，並被天主教及東正教接納為正典的一部份。不過，大多數新教教會都拒絕接納本書篇為正典。但有些教會列為次經或視為重要但不屬於聖經的典籍，如英格蘭聖公會的三十九條信綱中亦將此書視為重要的典籍。其亞拉姆語及希伯來文的殘卷有包含在死海古卷之中。

## 名稱
該書有兩個名稱，一個是依其中父親托比特的名稱來命名為Book of Tobit，一些中譯本就是沿用這個稱呼只是翻成多比傳，天主教則是以其子多俾亞的名稱稱之為多俾亞傳（Book of Tobias）。

## 內容

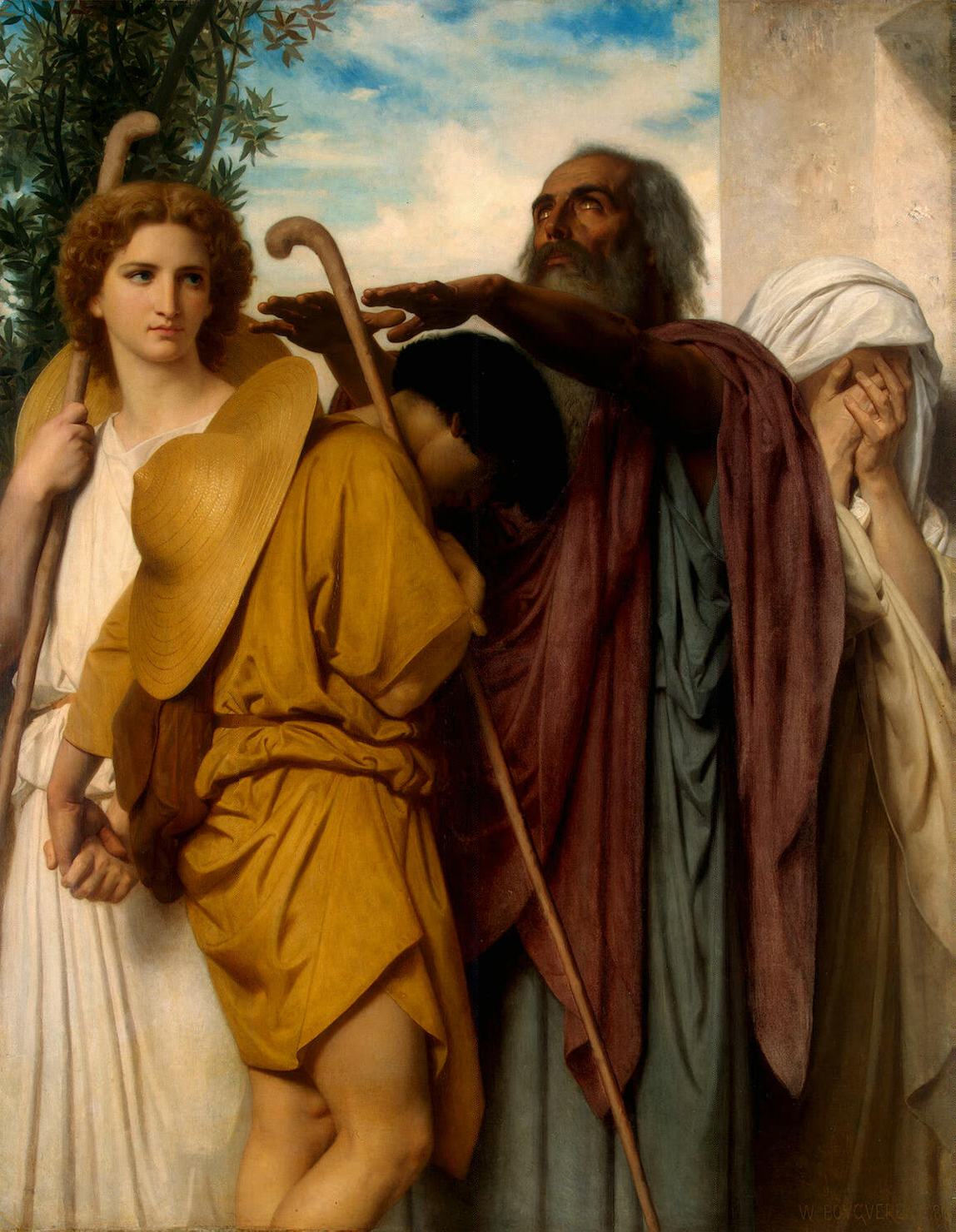
《多俾亞與其父的告別》（Tobias Saying Good-Bye to his Father），威廉·阿道夫·布格羅於1860年所畫

多俾亞傳是描述一個充軍亞述的以色列家族的故事，第一章到第三章的第六節都是出自納斐塔里支派的阿息耳族的托彼特的第一人稱敘述他在被充軍的經歷，原本他居住在提斯貝，在亞述王厄乃默撒在位時被擄到亞述後流落到尼尼微成為俘虜，他在尼尼微時被厄乃默撒找來當他的買辦，直到厄乃默撒之子散乃黑黎布繼位為止。而當散乃黑黎布為王時，曾屠殺以色列人，托彼特偷偷將其所殺害的以色列人收屍埋葬，結果惹禍上身，被沒收財物而自己和妻子分散，流離失所，直到厄撒哈冬繼位為王，任命托彼特的兄弟阿納耳的兒子阿希加為財務總管時，因為阿希加得求情才得以回到尼尼微和家人重聚，沒收的財產被歸還。但是他卻又遭逢被鳥糞掉落眼中因而失明的悲劇。而後造成他的婚姻產生裂縫，以致他向神祈禱收去他的生命。
同時間在瑪待厄克巴塔納城裏，辣古耳的女兒撒辣也因為被惡魔阿斯摩太附身而失去七任丈夫及因此受到的冷言蜚語的壓力原想自殺，但轉念祈禱求死。而神聽到這兩人的祈禱就打發祂的天使拉斐爾醫治那兩人。
而後敘述的主體轉到托彼特之子多俾亞身上，他被父親託付了收回寄放在瑪待辣傑斯城的加貝羅那裏的寄款，而拉斐爾則化名為大阿納尼雅的兒子阿匝黎雅取得托彼特信任後成為多俾亞的旅伴和嚮導。途中在底格里斯河邊時多俾亞遭逢一隻大魚的攻擊，隨後在拉斐爾的指導下將魚膽、心和肝保存起來。
到了瑪待厄克巴塔納城時，拉斐爾又說服多俾亞到辣古耳提親，因為他們兩家的關係近，在旅行前托彼特也曾囑咐過多俾亞要在同族內找妻子，而拉斐爾也教導多俾亞以燃燒魚心肝的煙驅除附在撒辣身上的阿斯摩太。在受到辣古耳的招待時，多俾亞就請拉斐爾為他和撒拉作媒，向辣古耳提親。辣古耳雖然告知了女兒已有七任丈夫於新婚之夜和她圓房前死亡的事實，但多俾亞卻沒改變心意，辣古耳也只好答應。
是夜，多俾亞藉著拉斐爾的指示燃燒了魚的肝和心，那煙趕走了阿斯摩太，而拉斐爾則是追趕逃走的阿斯摩太到了埃及綑住。後回到辣古耳家。而辣古耳原本正做好準備要人去幫多俾亞準備後事。當他打發女傭去看視多俾亞時，卻得到回報他睡的好好的。辣古耳因此感謝天主並要人填好原本預備給多俾亞的墓穴，並著手準備婚宴。而多俾亞因為婚宴無法離去，就只好將要回寄款的任務託付給拉斐爾。在婚宴之後多俾亞協同撒辣以及拉斐爾回到尼尼微，拉斐爾交代多俾亞利用當初捕到的魚膽療癒了托彼特的眼疾，而他們又再一次慶祝多俾雅的婚禮和托比特的復明。在長達七天的第二次的婚宴結束後，拉斐爾說明他的真實身分乃是侍立在天主身旁的七位天使之一的拉斐爾。
接下來的十三章是托比特感謝一切所寫的一篇讚頌詞。托比特活到了一百一十二歲，在他交代了遺囑要求多俾亞在其母百年與他同葬後，要離開尼尼微到瑪待去。在交代完後他就逝去了。而多俾亞也照著其父的遺願，在其母亞納過世後，將她與托比特同葬，之後就帶著家小離開尼尼微到瑪特與他岳父一起住，並孝敬他們。

## 影響
天主教和正教會都將其視為舊約聖經的正典之一，也被收錄在七十賢士本。
多俾亞傳對於天主教的影響最顯著的是在婚姻聖事，也被引用在其教理的對婚姻相關記述的天主教教理之中。
而該書中出現的天使拉斐爾也被天主教視為總領天使，瞻禮日在9月29日。　

## 撰寫
一般經由對其中提到的有關施捨的禮儀來分析來推測是寫作於西元前二世紀左右，但是這個論點對於詳細的年代卻無法確定。也有學者認為該書是寫於西元前八世紀。在耶柔米翻譯武加大拉丁文本聖經時，一卷亞拉姆語的抄本對他幫助不少。也有幾片殘片在庫蘭被發現。

## 外部連結
- 多俾亞傳
- 思高聖經學會藏書（页面存档备份，存于） - 華人基督宗教文獻保存計劃